# Pink Pony Club
Pink Pony Club è un singolo della cantautrice statunitense Chappell Roan, pubblicato il 3 aprile 2020 come primo estratto dal primo album in studio The Rise and Fall of a Midwest Princess.

## Video musicale
Il videoclip ufficiale, diretto da Griffin Stoddard, è stato diffuso in concomitanza del lancio del singolo sul canale YouTube della cantante. Nel video la cantante si esibisce, accompagnata da drag queen, in un bar del Midwest.

## Tracce
Testi e musiche di Kayleigh Rose Amstutz e Dan Nigro.
1. Pink Pony Club – 4:18

## Successo commerciale
Pink Pony Club è diventata la terza entrata in top ten dell'artista nella Official Singles Chart, dopo aver raggiunto la 4ª posizione con 35 934 unità vendute nel febbraio 2025. È entrata sul podio della hit parade con 36 516 unità, per poi raggiungere la vetta della classifica grazie a 38 645 unità distribuite, segnando la prima numero uno della cantante.

## Classifiche
| Classifica (2024-25) | Posizione massima |
| -------------------- | ----------------- |
| Australia            | 2                 |
| Austria              | 26                |
| Canada               | 2                 |
| Francia              | 157               |
| Germania             | 67                |
| Grecia               | 65                |
| Irlanda              | 2                 |
| Islanda              | 26                |
| Libano               | 12                |
| Lituania             | 71                |
| Nuova Zelanda        | 11                |
| Paesi Bassi          | 71                |
| Portogallo           | 99                |
| Regno Unito          | 1                 |
| Stati Uniti          | 4                 |
| Sudafrica            | 73                |
| Svezia               | 58                |
| Svizzera             | 64                |

## Date di pubblicazione
| Paese                 | Data            | Formato                      | Etichetta         | Note   |
| --------------------- | --------------- | ---------------------------- | ----------------- | ------ |
| Mondo                 | 3 aprile 2020   | Download digitale, streaming | Atlantic          | [ 30 ] |
| Mondo                 | 20 aprile 2024  | 7"                           | Island            | [ 31 ] |
| Stati Uniti d'America | 5 novembre 2024 | Contemporary hit radio       | Island            | [ 32 ] |
| Stati Uniti d'America | 7 febbraio 2025 | 7"                           | Amusement, Island | [ 33 ] |
| Italia                | 7 febbraio 2025 | Contemporary hit radio       | Island Italy      | [ 34 ] |